# Card vermell
L'obriülls, abriülls, card vermell, floravia, herba de la febre, herba espitllera o narriola (Centaurea calcitrapa) és una espècie de planta amb flors del gènere Centaurea dins la família de les família de les asteràcies (Asteraceae). També s'anomena assotacristos, blanquiella, bracera, cagatrepa, cagatripa, calcides, calcitrapa, candells, card estrellat, card rosa d'abril, cardigàs, escorpins, espitllera, floravies, llavor d'espinac, obriülls dels camins, punxera, punxosesi riola. També s'han recollit les variants lingüístiques abraüll, abraülls, abreüll, abreülls, abriüll, aubriülls, auriüll, auriülls, flor-i-dia, florivia, obreülls, obri l'ull, obriüll, voravia i xorivies.
És una planta nativa de l'Europa mediterrània i de l'est, Àsia occidental, la Macaronèsia i parts d'Àfrica del nord. Ha estat introduïda en la major part d'Europa, el subcontinent indi, Amèrica del Nord, Sud-àfrica, Austràlia i l'Uruguai.

## Morfologia
És una planta anual herbàcia que arriba a 20-80 centímetres d'altura. És una espècie variable morfològicament. Té les tiges prostrades o ascendents amb branques a partir de la base de fins a 1  metre. Fulles inferiors dividides, amb lòbuls dentats i lanceolats àmpliament espaiats, les fulles superiors amb lòbuls més estrets, les més altes lanceolades. Capítols rosa o morats, amb involucre ovoide, 6-8 mil·límetres, i bràctees ovades, coriàcies, amb una llarga espina terminal engrossida i espines més petites a la base. Els fruits són aquenis blanquinosos, amb línies irregulars negroses, sense vil·là. Floreix entre juny i setembre.

## Farmacologia

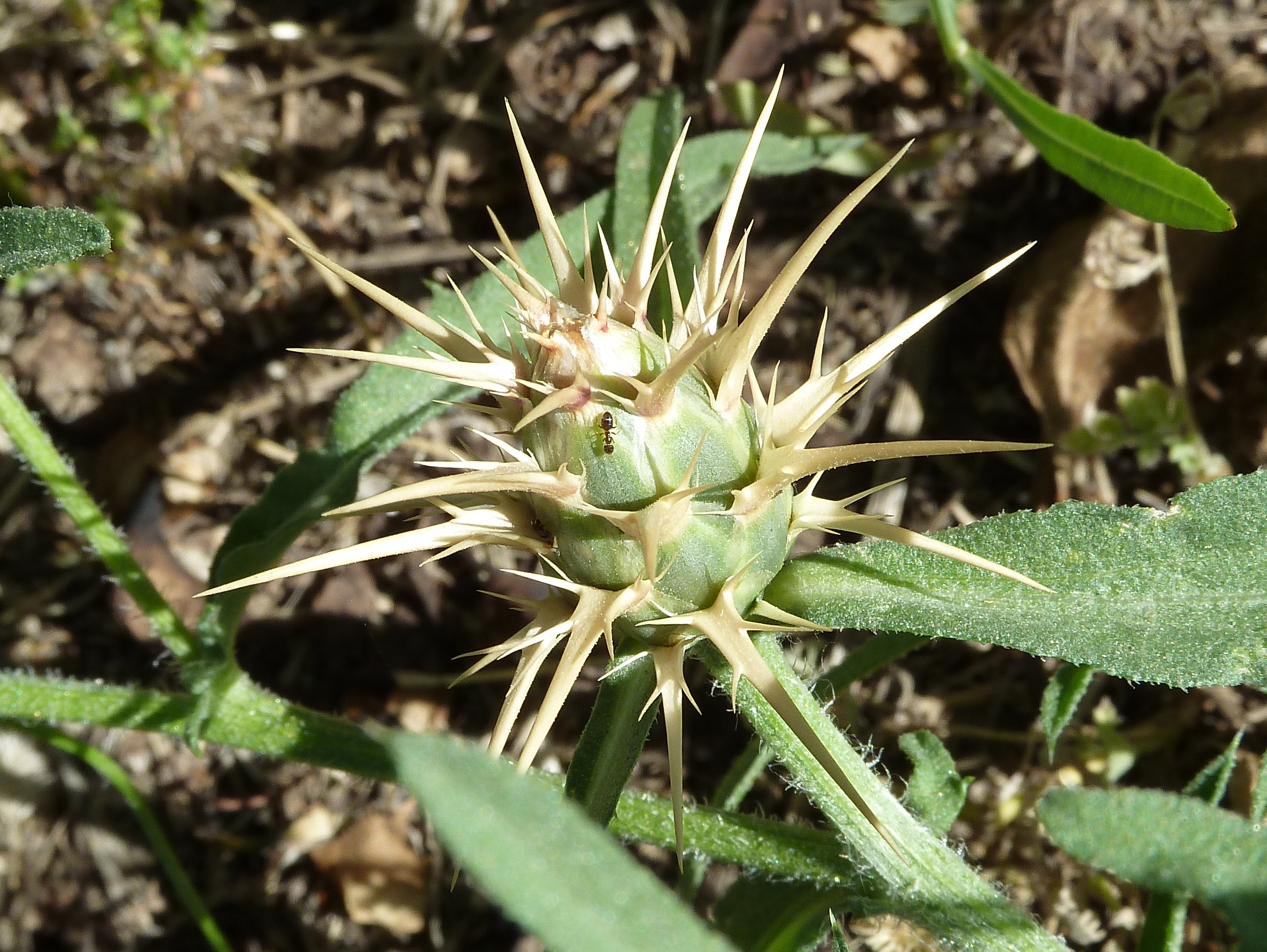
Detall de la pre-floració

Conté lactones sesquiterpèniques (centaurina) d'estructura similar a la cnidina, flavonoides (astragalòsid, rutòsid, luteolòsid), àcid calcitràpic; sals potàssiques, resina; beta-sitosterol. Traces d'alcaloides.
Se li atribueixen propietats com antipirètic, aperitiu, digestiu, diürètic, colerètic i hipoglucemiant. Indicat per inapetència, dispèpsies hiposecretores, hiperglucèmia, grip, refredats, disquinèsies hepatobiliars.
Contraindicat amb l'embaràs, la lactància. Quan es prescrigui a diabètics, s'haurà de controlar la glucèmia, per ajustar les dosis d'insulina o d'antidiabètics orals. Tòxica per a la ramaderia: produeix encefalomalàcia nigripalidans als cavalls que la consumeixen com a farratge.
S'usen les summitats aèries. Infusió: 20 a 40 grams per litre. Infusionar durant 10 minuts. Prendre 3 a 5 tasses al dia. Decocció: 20 grams per litre; bullir durant 5 minuts. 3 a 5 tasses al dia. Suspensió de planta fresca: 125-160 grams al dia.

## Taxonomia
Centaurea calcitrapa fou descrita per Carl von Linné i publicada a Species plantarum 2: 917. 1753.
El seu nom genèric, Centaurea, procedeix del grec kentauros, homes-cavalls que coneixien les propietats de les plantes medicinals. L'epítet calcitrapa prové del llatí caltrops, que era una arma de guerra que consistia en boles de ferro amb pues, unides o no per una cadena (en català, obriülls).
Tàxons infraespecífics
A causa de l'alta variabilitat de l'espècie, és probable que siguin sinònims.
- Centaurea calcitrapa var. autumnalis DC.
- Centaurea calcitrapa var. microcephala Rouy

Sinonímia
- Centaurea adulterina Moretti ex DC.
- Centaurea calcitrapa subsp. horrida (Ten.) Arcang.
- Centaurea calcitrapa subsp. torreana (Ten.) Nyman
- Centaurea calcitrapoides L.
- Centaurea carduifolia Salisb.
- Centaurea devauxii Nyman
- Centaurea horrida Ten.
- Centaurea hybrida Chaix
- Centaurea macroacantha Guss.
- Centaurea myacantha DC.
- Centaurea penicillata Delile
- Centaurea pourretiana Timb.-Lagr. i Thevenau
- Centaurea calcitrapa var. pourretiana (Timb.-Lagr. & Thevenau) Rouy
- Centaurea trichacantha Willd. ex Spreng.
- Calcitrapa calcitrapa (L.) Hill
- Calcitrapa calcitrapoides (L.)
- Calcitrapa hippophaestrum
- Calcitrapa hypophaestum Gaertn.
- Calcitrapa hybrida Sweet
- Calcitrapa lanceolata Lam.
- Calcitrapa myacantha Cass.
- Calcitrapa phoenicea Sweet
- Calcitrapa stellaris Hill
- Calcitrapa stellata Lam.
- Calcitrapa vulgaris Bernh.[6][7]